# Edson Cata
Edson Filipe Santana Cata (Luanda, 17 agosto 1976) è un ex calciatore angolano, di ruolo centrocampista.

## Carriera

### Club
Dopo aver giocato nella terza serie del campionato portoghese con varie squadre, nel 2005 torna a giocare nel massimo campionato dell'Angola con Petro Atletico prima e Progresso Sambizanga poi. Conclude la carriera militando per sette stagioni nel London Tigers, nella nona serie del campionato inglese.

### Nazionale
Ha giocato 6 partite con la Nazionale angolana nel 2000.